# Pavetta tarennoides
Pavetta tarennoides är en måreväxtart som beskrevs av Spencer Le Marchant Moore. Pavetta tarennoides ingår i släktet Pavetta och familjen måreväxter. IUCN kategoriserar arten globalt som sårbar. Inga underarter finns listade i Catalogue of Life.